# Horntvedt-Gletscher
Der Horntvedt-Gletscher (norwegisch Horntvedtbreen) ist ein kleiner Gletscher an der Nordküste der subantarktischen Bouvetinsel. Er mündet unmittelbar östlich des Kap Circoncision in den Südatlantik.
Teilnehmer der Valdivia-Expedition (1898–1899) unter der Leitung des deutschen Zoologen Carl Chun kartierten ihn. Eine neuerliche Kartierung erfolgte im Dezember 1927 bei der Forschungsfahrt der Norvegia unter Kapitän Harald Horntvedt (1879–1946), dessen Namen der Gletscher heute trägt. 